# Katholisches Pfarrhaus (Pasing)

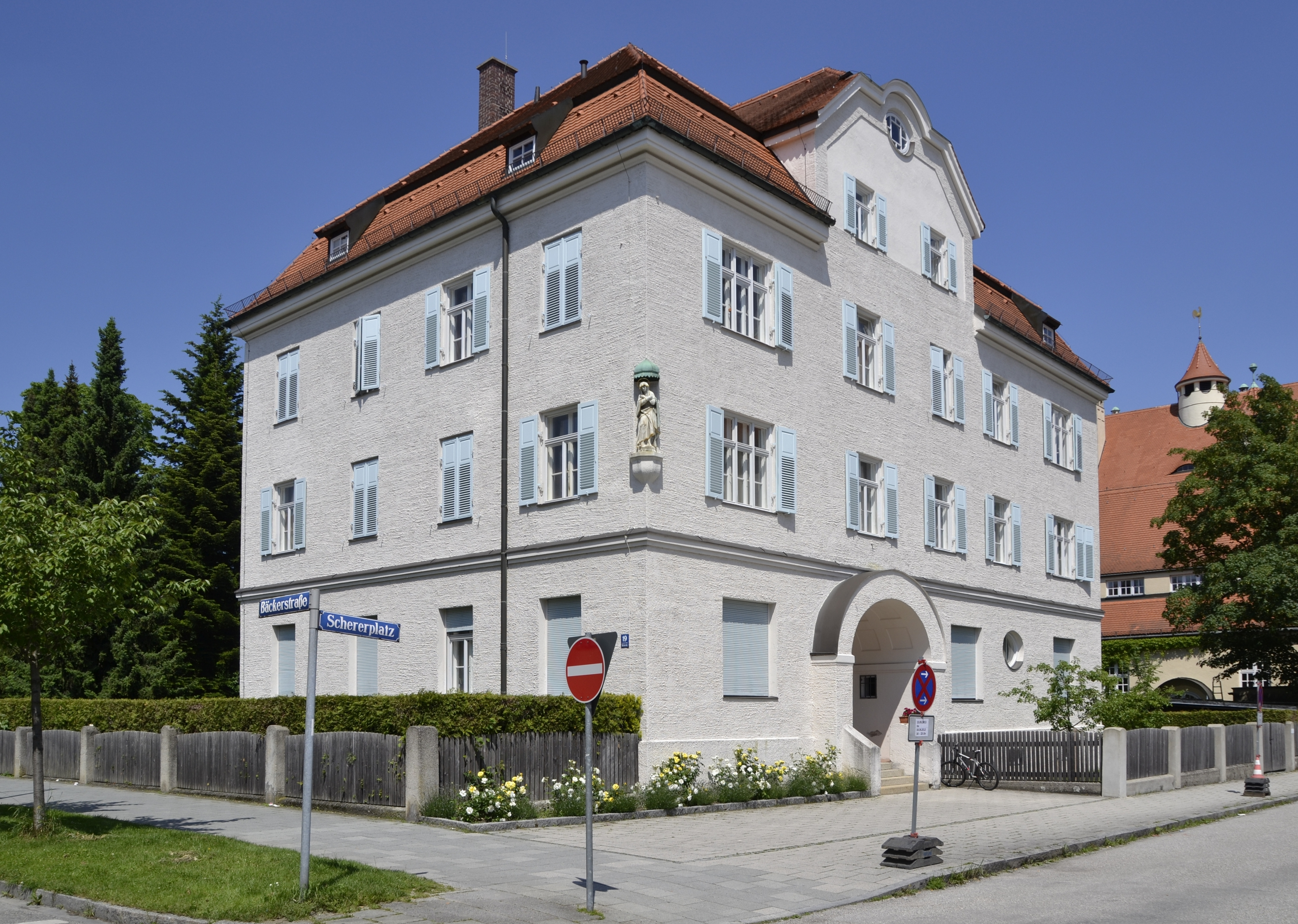
Katholisches Pfarrhaus im Stadtteil Pasing von München

Das Katholische Pfarrhaus im Stadtteil Pasing der bayerischen Landeshauptstadt München wurde 1906/07 errichtet. Das Pfarrhaus an der Bäckerstraße 19, auf einem Grundstück der ehemaligen Wachszieherei und Lebzelterei Ebenböck, ist ein geschütztes Baudenkmal.
Der dreigeschossige Eckbau mit Mansarddach, zentralem Zwerchhaus und Rundbogenportal auf Wandpfeilern wurde von Martin Ott errichtet. An der Hausecke ist eine Nische mit der Figur der Madonna vorhanden.